# Alexandr VII.
Alexandr VII. (13. února 1599, Siena – 22. května 1667, Řím), občanským jménem Fabio Chigi, byl v pořadí 237. papež římskokatolické církve v letech 1655–1667.

## Život
Narodil se jako Fabio Chigi v toskánské Sieně. Po svém zvolení papežem přijal jméno Alexandr VII.
3. července 1655 založil litoměřickou diecézi a 10. listopadu 1664 bulou Super universas založil diecézi královéhradeckou.